# Sjöfartsmuseet i Oskarshamn
Sjöfartsmuseum i Oskarshamn är ett sjöfartsmuseum i Kulturhuset, tillsammans med biblioteket och Döderhultarmuseet. Stiftelsen Oskarshamns sjöfartsmuseum bildades 1940 och deras första museum öppnades år 1954.

## Utställningsföremål
Sjöfartsmuseet har drygt 3000 registrerade föremål bestående av bl.a. fartygsmodeller, tavlor, skeppsritningar, navigationsutrustning mm. Vidare finns en fullskalig modell av ett skeppsmäklerikontor uppbyggt. Sjöfartsmuseet nyöppnade 2012 efter en omflyttning till nya lokaler i kulturhuset. I samband med detta förnyades utställningen och flera utställningsföremål har tillkommit.    
Som en filial till museet finns en utställningshall för båtar och maskiner vid norra kajen i Oskarshamns hamn. Där finns bl.a. den ursprungliga ångmaskinen till passagerarfartyget M/S Gustafsberg VII utställd. Fartyget och ångmaskinen är byggda vid Oskarshamns Mekaniska Verkstad och sjösattes 1912.
| Interiör från Oskarshamns sjöfartsmuseum. |  | Interiör från Oskarshamns sjöfartsmuseum. |
| Interiör från Oskarshamns sjöfartsmuseum. |  |                                           |